# 朗湖
53°37′55.63″N 12°14′3.5″E / 53.6321194°N 12.234306°E

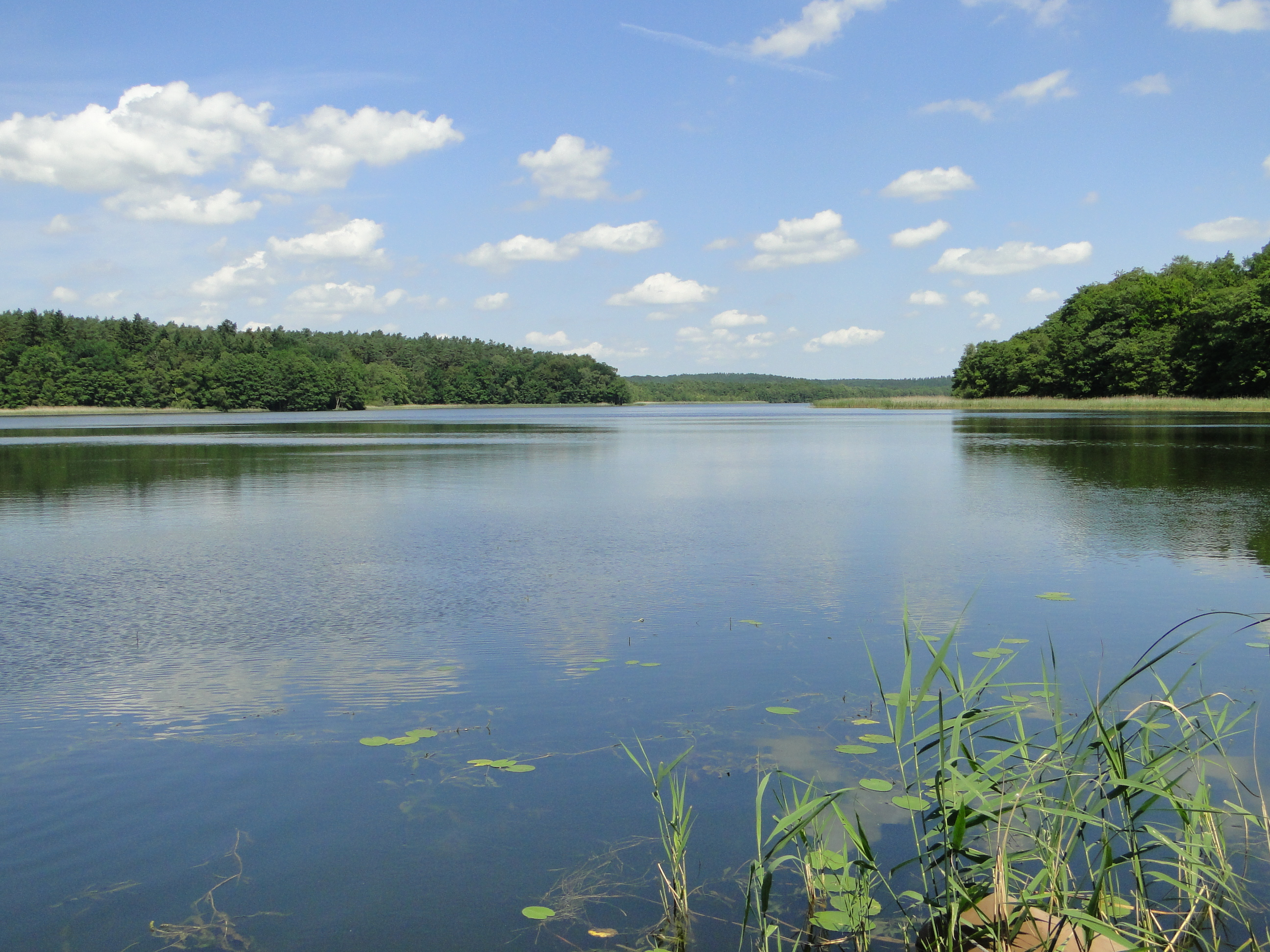

朗湖（德語：Langsee），是德國的湖泊，位於該國東北部，由梅克倫堡-前波美拉尼亞州負責管轄，處於羅斯托克縣，長2.1公里、寬0.5公里，面積0.8平方公里，海拔高度50米。